# 엘르 (2016년 영화)
《엘르》(Elle)는 2016년 5월에 개봉한 파울 페르후번 감독의 심리, 스릴러 영화이다. 2012년 앵테랄리에상을 수상한 필리프 지앙의 소설 <Oh...>가 영화의 원작이다. '엘르'는 프랑스어로 "그녀"를 의미한다.
2016년 칸 영화제 황금종려상 후보작으로, 당시 평단의 큰 호평을 받았다. 제89회 아카데미 국제영화상 부문에 출품되었다. 제74회 골든 글로브상에서 외국어영화상을 수상했다.

## 줄거리
미셸 르블랑은 스키 마스크를 쓴 괴한에게 집에서 강간을 당한다. 그녀는 엉망진창이 된 상황을 수습하고 다시 일상으로 돌아온다. 그녀는 성공적인 비디오 게임 회사의 사장이지만, 남자 직원들은 그녀에게 반감을 품기도 하고, 때로는 매료되기도 한다. 친구이자 사업 파트너인 안나의 남편 로버트와 불륜을 저지르고, 유부남 이웃 패트릭에게 추파를 던진다. 미셸은 아들 뱅상과 거리를 두고, 아들 뱅상은 임신한 여자친구 조시에게 학대를 당한다. 어머니 이렌과는 갈등을 빚는데, 이렌의 자기애와 젊은 남성들과의 관계 때문에 미셸은 분노한다. 게다가 그녀는 악명 높은 연쇄 살인범의 딸로, 가석방 심리가 임박해 있다. 아버지의 행동에 시달리는 미셸은 법 집행을 경계하며 강간 사실을 경찰에 신고하지 않는다.
미셸은 자신의 삶에 있는 남자들을 점점 더 의심하게 된다. 그녀는 차단된 번호로 가해자로부터 스토킹을 암시하는 협박 문자 메시지를 받는다. 괴물이 자신을 강간하는 CGI 애니메이션이 회사 전체에 전송되자, 처음에는 특히 분노가 강한 직원인 커트를 의심한다. 그녀는 집 밖에 숨어 있던 남자에게 후추 스프레이를 뿌리지만, 그가 자신의 안전을 확인하던 전남편 리처드라는 사실을 알게 된다. 나중에 그녀는 자신에게 반한 다른 직원이 애니메이션을 만들었지만 강간은 하지 않았다는 사실을 알게 된다.
크리스마스 이브, 이렌은 뇌졸중을 앓고 딸에게 병원에서 죽기 전에 아버지를 만나러 가자고 간청한다. 이후 미셸은 집에서 가해자에게 공격을 받고, 그의 손을 찌르고 가면을 벗긴 후 그가 패트릭이라는 사실을 알게 된다. 이제 그의 신원을 알게 되고 자물쇠를 교체했음에도 불구하고 그가 집에 들어올 수 있다는 것을 알게 되었지만, 여전히 경찰에 신고하지 않고 집 보안을 강화하기 위한 어떠한 조치도 취하지 않는다.
미셸은 가석방 신청이 기각되자 아버지를 만나러 가기로 결심하지만, 도착하기 몇 시간 전에 아버지가 목을 매달아 자살했다는 사실을 알게 된다. 교도소에서 집으로 돌아오는 길에 외딴곳에서 교통사고를 당한다. 구급차를 부르는 대신 친구들에게 먼저 전화를 걸고, 패트릭에게 전화를 걸기로 한다. 패트릭이 미셸을 차에서 구해내 붕대를 감아준 후, 미셸은 그와 뻔뻔스럽고 위험한 성관계를 맺는다. 그녀는 그와 생생한 강간 장면을 연출한다. 두 사람은 미묘한 경계선을 넘나든다. 패트릭은 미셸이 롤플레이에 동의했음에도 불구하고, 자신이 자신을 강간하고 있다고 느껴야 한다.
미셸은 회사의 새 비디오 게임 출시 파티를 앞두고 자신의 삶에 점점 더 환멸을 느낀다. 안나에게 로버트와 불륜 관계였다고 고백한다. 패트릭이 차를 몰고 미셸을 집으로 데려다주는 동안, 미셸은 더 이상 그들의 불륜 관계를 부인하지 않으며 경찰에 신고할 것이라고 말한다. 그녀는 차에서 내린 후 주차된 그의 차 앞을 천천히 걷다가, 대문을 잠그지 않은 채 그대로 둔다. 패트릭이 들어와 강간과 동의의 경계가 모호한 모호한 만남 속에서 그녀를 공격하지만, 이미 집에 있던 빈센트는 패트릭의 뒤로 몰래 다가가 그의 두개골을 후려친다. 미셸은 대체로 침착한 듯 보이지만, 패트릭은 죽어가면서 혼란스러워하는 듯하다.
미셸은 동네를 떠나려는 패트릭의 아내 레베카와 잠시 이야기를 나눈다. 레베카는 차분한 표정을 지으며 미셸이 일시적으로 "패트릭의 욕구를 충족시켜 줄 수 있었다"고 감사를 표한다. 레베카는 두 사람이 성관계를 맺고 있고, 패트릭에게는 자신이 충족시켜 줄 수 없는 성향이 있다는 것을 어느 정도 알고 있었다는 것을 암시한다. 빈센트는 이제 관계와 직장에서 더욱 적극적으로 나서고, 미셸은 조시와 애나와 화해한다. 애나는 로버트와의 관계를 청산한 후, 그녀와 함께 살자고 제안한다.

## 출연

### 주연
- 이자벨 위페르
- 로랑 라피트
- 안 콩시니

### 조연
- 샤를 베를링
- 비르지니 에피라
- 쥐디트 마그르
- 크리스티안 베르켈
- 조나스 블로케
- 알리스 이사즈
- 비말라 퐁스
- 라파엘 랑글레
- 아르튀르 마제
- 루카스 프리조어
- 스테판 바크

## 기타
- 공동제작: 세바스티앵 델루아
- 공동제작: 디아나 엘바움
- 공동제작: 타나시스 카라타노스
- 공동제작: 프랑수아 투우에이드
- 음향: 알렉시 플라스
- 믹싱: 시릴 홀스
- 믹싱: 다미앵 라제리니
- 믹싱: 장 폴 뮈젤
- 미술: 로랑 오트
- 세트: 세실 바틀로
- 시각효과: 위그 나뮈르
- 시각효과: 필리프 프레르
- 분장: 소피 파르사
- 의상: 나탈리 라울
- 배역: 콩스탕스 데몽투아